# Zabrega (Paraćin)
Pour les articles homonymes, voir Zabrega.
Zabrega (en serbe cyrillique : Забрега) est une localité de Serbie située dans la municipalité de Paraćin, district de Pomoravlje. Au recensement de 2011, elle comptait 1 007 habitants.
Zabrega est officiellement classée parmi les villages de Serbie.

## Démographie

### Évolution historique de la population
| 1948  | 1953  | 1961  | 1971 | 1981 | 1991 | 2002  | 2011  |
| ----- | ----- | ----- | ---- | ---- | ---- | ----- | ----- |
| 1 001 | 1 042 | 1 044 | 985  | 907  | 850  | 1 211 | 1 007 |

|  |